# Grand Meyret
Il Grand Meyret (2516 m) è una montagna del Massiccio dei Cerces nelle Alpi Cozie. Si trova nel dipartimento francese delle Alte Alpi.

## Storia

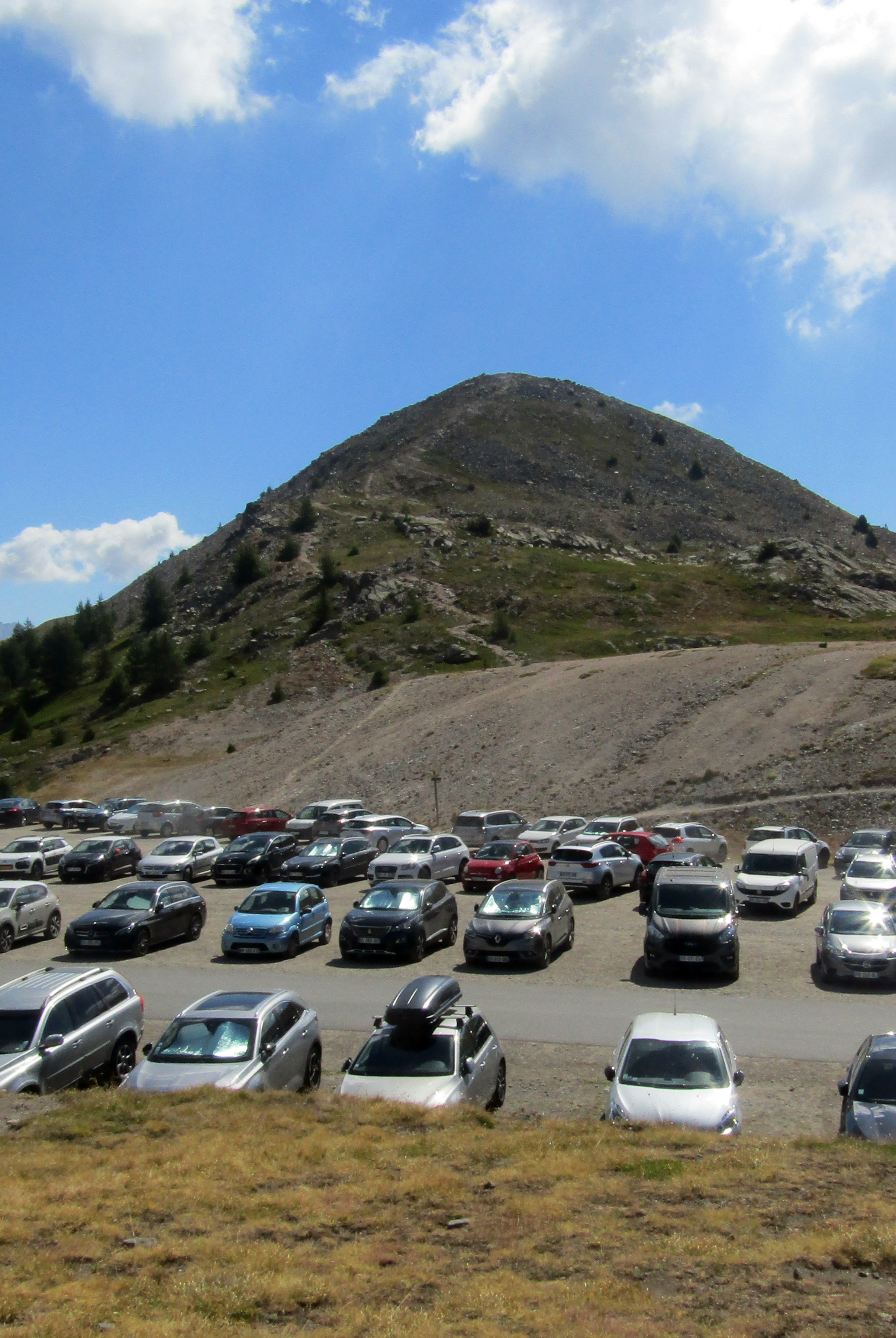
Vista dal Colle del Granon

La zona conserva numerose tracce dell'attività di fortificazione avvenuta a cavallo tra il XIX e il XX secolo a causa delle tensioni tra Regno d'Italia e Repubblica francese. L'area di cresta attorno alla montagna collegava le opere presenti presso il Colle del Granon e il Col des Bartéaux.

## Geologia
Geologicamente la zona del Grand Meyret è costituita principalmente da conglomerati di colore grigiastro.

## Caratteristiche

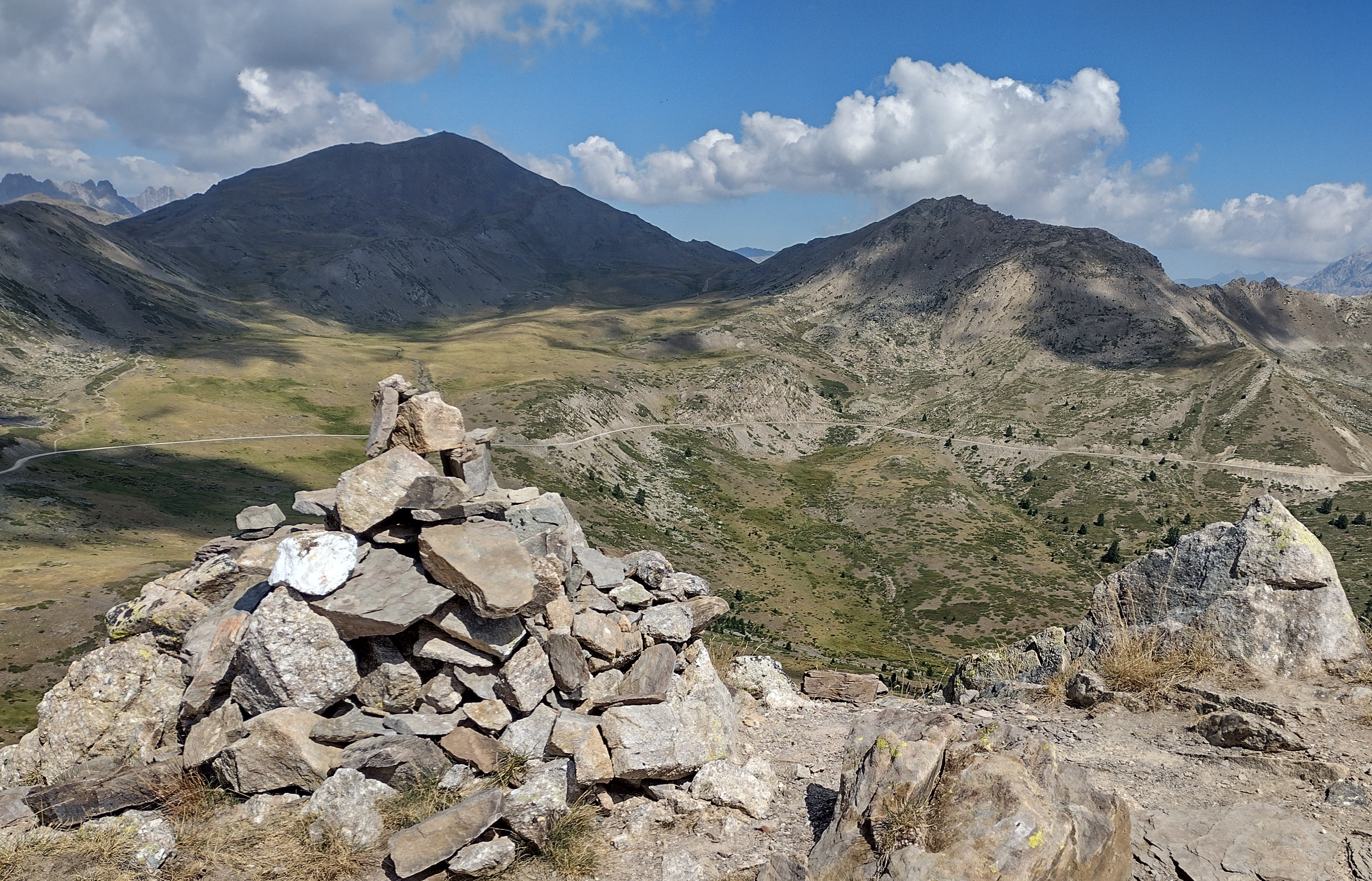
L'ometto sulla cima, sullo sfondo a sin. la Gardiole e a dx il Rocher du Loup

La montagna si trova tra la Valle della Guisane e la Valle della Clarée. A partire dalla sua cima lo spartiacque tra le due vallate continua verso nord-ovest scendendo al Colle del Granon e risalendo poi a un rilievo senza nome a quota 2561 m, separato dalla Gardiole dal Pas de Cibières (2525 m). Verso sud-est il crinale prosegue invece con il Petit Meyret (2447 m), il Col de Baréaux e la Grande Peyrolle. La prominenza topografica del Grand Meyret è di 112 metri.

## Salita alla vetta
Si può raggiungere il Grand Meyret per sentiero, rapidamente e senza particolari difficoltà, con partenza dal Colle del Granon. La montagna è anche meta di escursioni scialpinistiche.

## Cartografia
- Cartografia ufficiale francese, Institut géographique national.